# Văn ngôn
Văn ngôn (chữ Hán: 文言), trong tiếng Việt đời thường thường được gọi chung không phân biệt với chữ Hán là chữ Hán, còn có tên gọi khác là Hán văn (漢文), Hán tự (漢字),  chữ nho, cổ văn (古文), là một dạng ngôn ngữ viết truyền thống của tiếng Hán, hình thành dựa trên khẩu ngữ tiếng Hán thượng cổ, được sử dụng phổ biển trong sách vở từ thời Xuân Thu thế kỷ 5 TCN cho đến tận thế kỷ 20, khiến nó khác xa với nhiều dạng văn nói tiếng Hán hiện đại. Loại ngôn ngữ viết này dùng ngữ pháp và từ vựng cổ xưa có thể thấy trong điển tịch Tam giáo, nay đã bị đào thải và thay thế bằng bạch thoại ở Trung Quốc sau cuộc vận động văn hóa mới.

## Sử dụng
Văn ngôn từng được dùng trong các văn bản chính thức không những ở Trung Quốc mà cả ở những nước chịu ảnh hưởng Hán học như Triều Tiên (tiếng Hàn gọi là hanmun, Hán văn), Việt Nam và Nhật Bản (tiếng Nhật: kanbun, Hán văn). Sang thế kỷ XX, tại Trung Quốc, văn ngôn bị loại bỏ bởi văn bạch thoại, một dạng văn viết dựa trên nền tảng văn nói Quan thoại. Trong khi đó ở các nước, Hàn, Nhật và Việt thì ngôn ngữ bản xứ chiếm lĩnh văn đàn. Văn ngôn cũng mất địa vị là phương tiện hành văn trong sách vở.
Một cách nhận diện rõ rệt để phân biệt văn ngôn và văn bạch thoại ngày nay là văn ngôn hay dùng những chữ 之 (nay thay bằng 的) hay 已、矣、乎、也、。。。 (nay thay bằng 了, 吧, 啊, 嗎，。。。) trong cú pháp. Hiện nay 之、已、也 vẫn thường xuất hiện, nhưng có cách dùng không hoàn toàn giống với văn ngôn: như chữ 之 hiện chỉ còn hay dùng làm sở hữu cách, còn chữ 也 có cách dùng khác hoàn toàn văn ngôn. Chỉ có 矣、乎 nay rất ít xuất hiện trong văn bạch thoại.
Lấy ví dụ câu đầu trong Bình Ngô đại cáo, một áng văn chương quan trọng của người Việt viết từ thế kỷ XV:
蓋聞：仁義之舉、要在安民、吊伐之師、莫先去暴。
Âm Hán Việt: 

Cái văn: Nhân nghĩa chi cử, yếu tại an dân, điếu phạt chi sư, mạc tiên khử bạo.
Dịch nghĩa: 

Tuồng nghe: Hành động việc nhân nghĩa, cốt ở yên dân, quân đội điếu phạt, trước hết lo trừ bạo.

Nhiều tác phẩm của người Việt trước thế kỷ XX viết bằng chữ Hán đều dùng văn ngôn để diễn đạt, trong số đó có những áng văn chương quan trọng như:
- Thiên Đô Chiếu - Lý Thái Tổ
- Hịch tướng sĩ - Trần Hưng Đạo
- Bình Ngô Đại Cáo - Nguyễn Trãi